# Makowice (Świdnica)
Makowice (deutsch Schwengfeld) ist ein Ort in der Landgemeinde Świdnica (Schweidnitz) im Powiat Świdnicki der Woiwodschaft Niederschlesien in Polen.

## Lage
Makowice liegt etwa sieben Kilometer südöstlich von Świdnica (Schweidnitz).
Nachbarorte sind Bystrzyca Dolna (Nieder Weistritz) im Westen, Opoczka (Esdorf) im Südwesten, Jakubów (Jakobsdorf) im Norden, Boleścin (Pilzen) im Nordosten, Krzyżowa (Kreisau) im Osten. 

## Geschichte

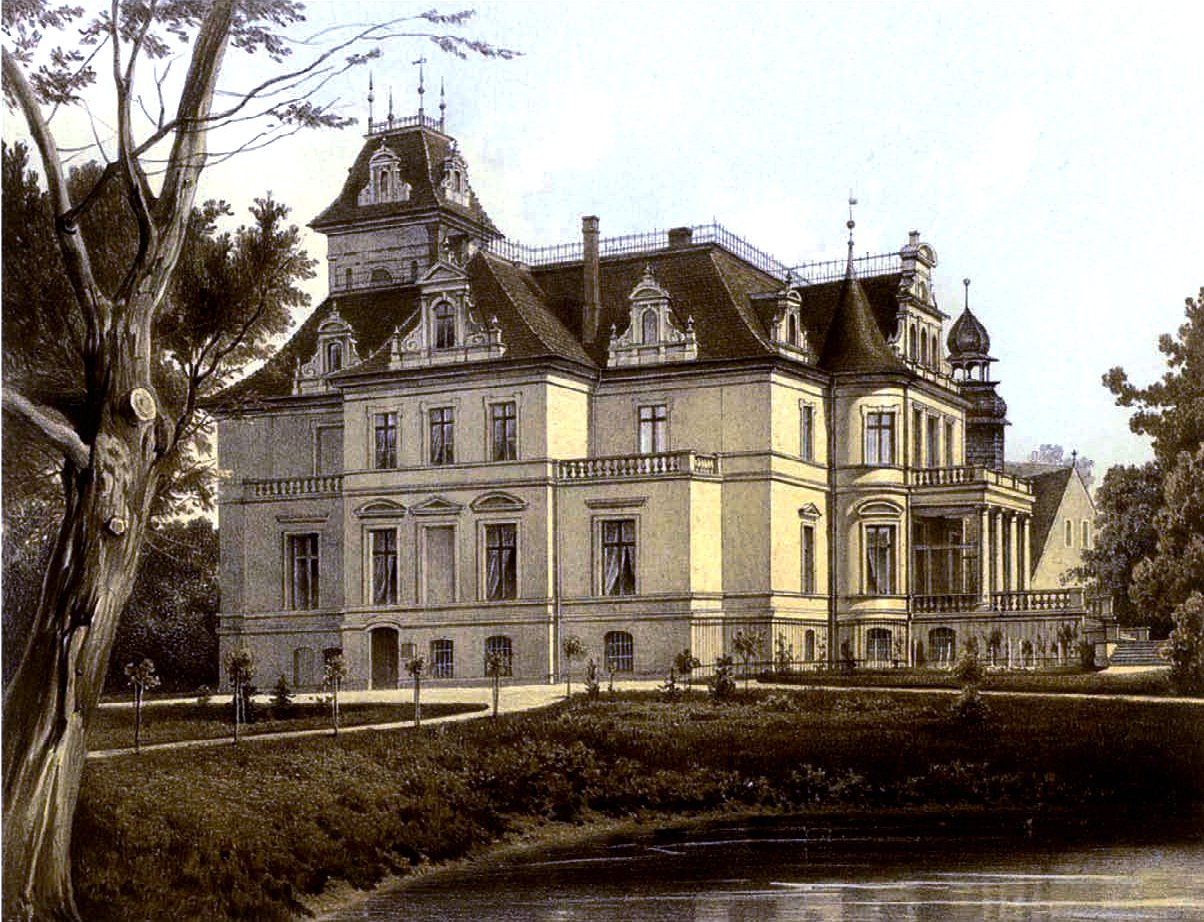
Rittergut Schwengfeld, Sammlung Duncker

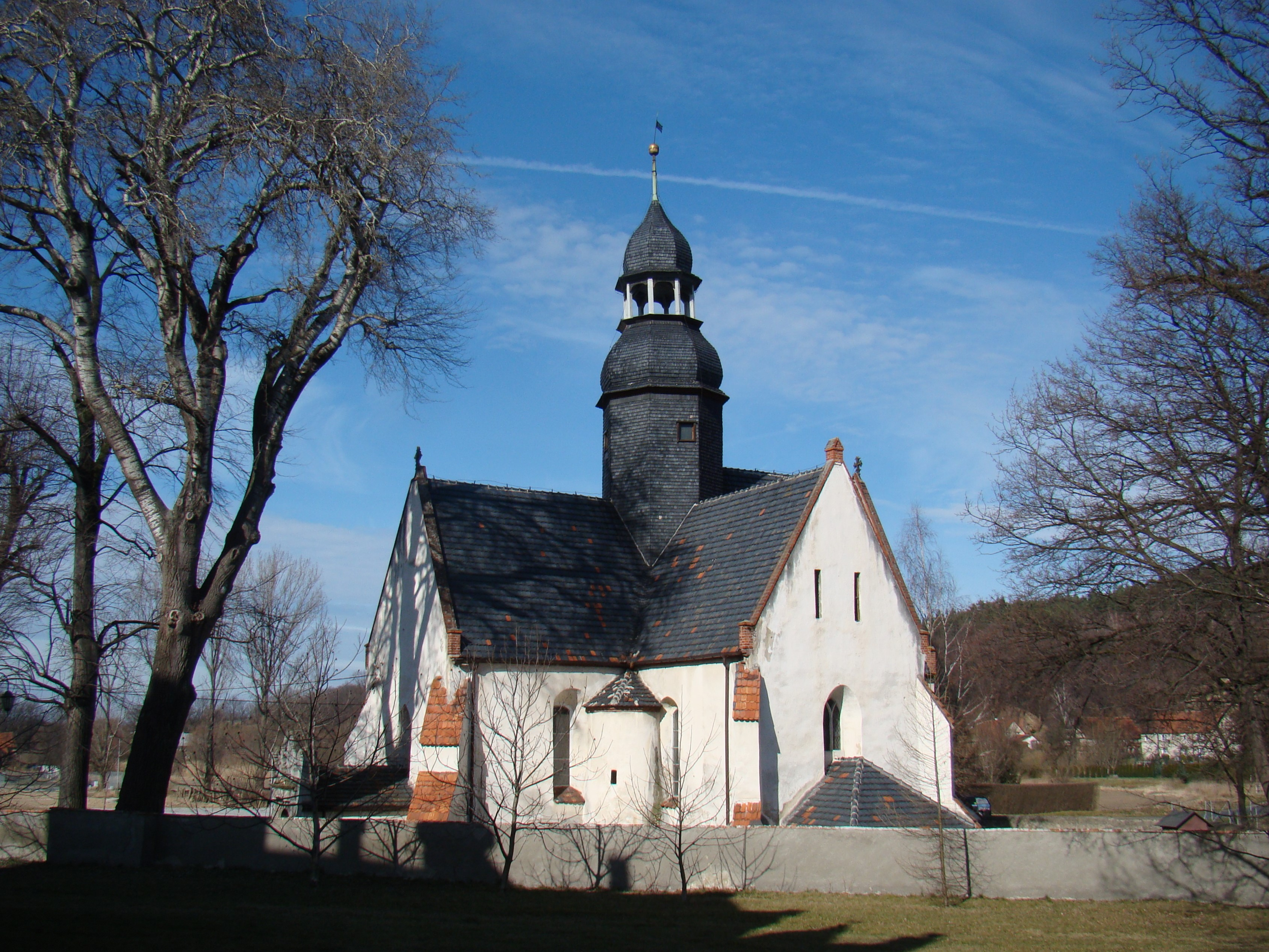
Kirche St. Katharina in Makowice

Der Ortsname Schwengfeld leitet sich von einem gleichnamigen ausgestorbenen Adelsgeschlecht ab. Erstmals erwähnt wurde es im Jahre 1283 als Swenkinfelt. Vormals bestand das Dorf aus drei Teilen: Schwengeld als oberer-, Panthenau, als mittlerer- und Erlicht als unterer Teil. 1318 verkaufte Herzog Bernhard II. von Schweidnitz sein „fürstliches Geschoss an Getreide und Geld, auf seine Güter Kunzendorf, Polnisch-Weistritz und das bei Schwengfeld liegende Erlicht“. Die Güter Schwengfeld, Esdorf und Erlicht blieben lange in Besitz dieser Familie. 1372 überreichte es Herzogin Agnes von Schweidnitz dem Ritter und Burggrafen zu Nimptsch Hermann von Czettritz, dessen Sohn gleichen Namens, Burggraf auf Fürstenstein, vererbte seine drei Güter seinem Sohn George von Czettritz auf Fürstenstein, der es wiederum seinen zwei Söhnen George und Hans übergab. Letztere verkauften es 1457 an Hans von Peterswalde, dessen Erben Söhne Schwengfeld aufteilten. Heinrich von Peterswalde erhielt die Hälfte des Dorfes mit Esdorf, George von Peterswalde den anderen Teil mit Erlicht. 1581 besaßen Hans und Heinrich von Peterswalde die Güter Esdorf und Schwengfeld, Esdorf war hingegen an Hans Elbel gekommen. 1594 vereinigte Heinrich von Peterswalde wieder die Güter. 1607 brachte es Wolfram von Rothkirch käuflich an sich, 1621 Balthasar, 1637 Hans Christoph von Rothkirch, auf ihn folgte 1693 Hans Karl, 1724 Karl Ferdinand, 1742 Karl Heinrich, 1754 Sohn von letzterem Ferdinand Sigmund und darauf dessen Bruder Karl Wilhelm Peter Freiherr von Seher-Thoß. 1785 besaß es dessen Schwester, die Frau des Generals von Prittwitz war. 1840 erhielt das Gut für 84100 Reichstaler der Kaufmann und Mineraloge Martin Websky aus Wüstegiersdorf. Dann führte nachfolgend ein geadelter Familienzweig derer von Websky das Rittergut. U. a. waren dies der Oberst Egmont von Websky, dann deren Sohn Egmont jun. von Websky. Aus dieser Familie stammt auch der Künstler Wolfgang von Websky, der mit seiner Familie und den Familien der Geschwister größtenteils im Schloss lebte, bis zu den Enteignungen 1945.

## Politische Historie
Nach dem Ersten Schlesischen Krieg fiel Schwengfeld an Preußen und wurde in den Kreis Schweidnitz eingegliedert. 1845 bestand Schwengfeld aus 35 Häusern, einem herrschaftlichen Schloss, einem Vorwerk, 282 Einwohnern (44 katholisch und der Rest evangelisch), evangelisch zur Friedenskirche Schweidnitz gepfarrt, eine katholische Majoratskirche, eine katholische Schule, eine Wassermühle, eine Brauerei, drei Baumwollwebstühle, vier Leibwebstühle, sieben Handwerker und ein Händler. Anfang des 20. Jahrhunderts zählte das Dorf 346 Einwohner, ein Dominium mit Schloss, eine Wassermühle, eine Kornbrennerei, eine katholische zu Ober-Weistritz gehörende Filialkirche. Evangelisch war Schwengfeld zur Friedenskirche Schweidnitz gepfarrt. Die Schule befand sich in Esdorf.  Am 30. September 1928 wurde Schwengfeld nach Esdorf eingemeindet. 
Als Folge des Zweiten Weltkriegs fiel Schwengfeld mit dem größten Teil Schlesiens 1945 an Polen. Nachfolgend wurde es durch die polnische Administration in Makowice umbenannt. Die deutschen Einwohner wurden, soweit sie nicht schon vorher geflohen waren, vertrieben. Die neu angesiedelten Bewohner stammten teilweise aus Ostpolen, das an die Sowjetunion gefallen war.

## Sehenswürdigkeiten
- Die römisch-katholische Filialkirche St. Katharina (polnisch kościół filialny pw. św. Katarzyny) wurde im 15. Jahrhundert errichtet und im 17. und 18. Jahrhundert umgebaut und erweitert. Die Kirche war verbunden mit der Pfarrkirche in Dittmannsdorf. Gottesdienste fanden im 19. Jahrhundert einmal monatlich und an zwei Feiertagen statt. Eingepfarrt waren Schwengfeld und Esdorf. Zur Kirche gehörte ein Pfarrwidum mit sechs Morgen Land.
- Schloss Schwengfeld, Neorenaissancebau aus dem letzten Drittel des 19. Jahrhunderts, Vorgängerbau aus dem 17. Jahrhundert.